# Ursin de Bourges
Pour les articles homonymes, voir Bourges (homonymie).
Ursin de Bourges est le 1er évêque (épiscope) de Bourges, de 251 à 280. Sa fête est située au 9 novembre, et il est le patron de l'archidiocèse de Bourges.

## Tradition
Il est arrivé à Bourges avec son disciple Just qui mourut en chemin. À Bourges, il prêcha l'Évangile et fit de nombreuses conversions. Plus tard, il partit pour la ville de Lyon et fit bâtir une église, et convertit le sénateur Léocade et son fils Ludre qui se firent baptiser et dont les tombeaux sont conservés dans l'église Saint-Étienne de Déols.
Ses reliques furent données à la ville de Lisieux, pour y faire cesser une épidémie de peste, selon des circonstances qui tiennent plus de la légende que de la vérité historique.
Grégoire de Tours en fit un disciple de Jésus, Nathanaël, qui aurait été envoyé après la Résurrection par le pape Clément Ier, le troisième successeur de saint Pierre, évangéliser la Gaule avec saint Martial, saint Denis, saint Saturnin, Saint Trophime, saint Paulin, et saint Austremoine. Toutefois, les dates connues semblent contredire cette option.
Pour reprendre l'expression d'Émile Meslé, il s'agit de « la légende dorée de saint Ursin », visant à démontrer l'ancienneté de l'Église de Bourges. Le IIIe siècle ou le IVe siècle est une date plus vraisemblable.

## Saint Ursin en Berry
- L'histoire de saint Ursin figure sur un portail de la cathédrale de Bourges. On y voit un pape envoyer Ursin et Just en mission.
- Une seule commune du Berry porte son nom : La Chapelle-Saint-Ursin.
- Les reliques de saint Ursin se trouvent dans l'église Saint-André de Châteauroux (Indre)..

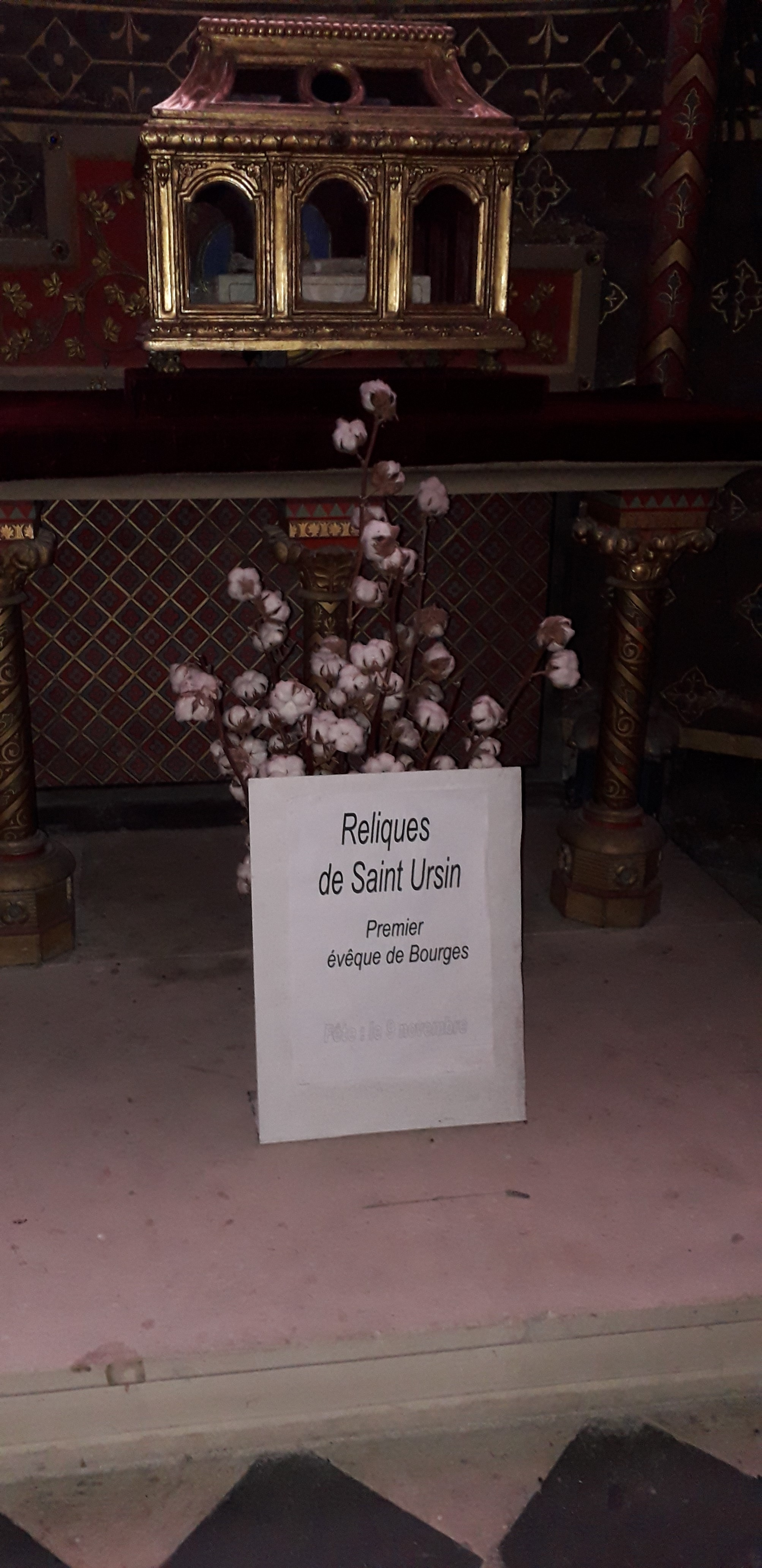
Châsse contenant les reliques de saint Ursin, église Saint-André de Châteauroux.

## Saint Ursin guérisseur
Une fontaine dédiée à saint Ursin, à Villers-sur-le-Roule dans l'Eure, était réputée pour guérir les animaux de la fièvre aphteuse, et les humains des aphtes et des maladies de peau.